# Dolby TrueHD
Dolby True HD é um Codec de audio, desenvolvida e pertencente a Dolby Laboratories. É uma tecnologia utilizada em equipamentos de entretenimento doméstico, como reprodutores de Blu-Ray.

## Benefícios
- Reproduz 100 % o áudio sem perdas exatamente como foi gravado em um estúdio transmitido diretamente para músicas e filmes
- Transmite até em 7.1 canais para uma experiência mais realística disponível em aparelhos de Home Theater[2]